# Automobili di serie più veloci
Questo elenco è relativo alla velocità massima delle sole automobili di serie. Sono escluse le vetture modificate ed i prototipi. 
È definita auto di produzione un'automobile di cui siano stati prodotti almeno 20 esemplari.
L'elenco è relativo alle sole autovetture costruite dopo la seconda guerra mondiale, con l'eccezione della Benz Velo considerata la prima auto di serie.

## Storia

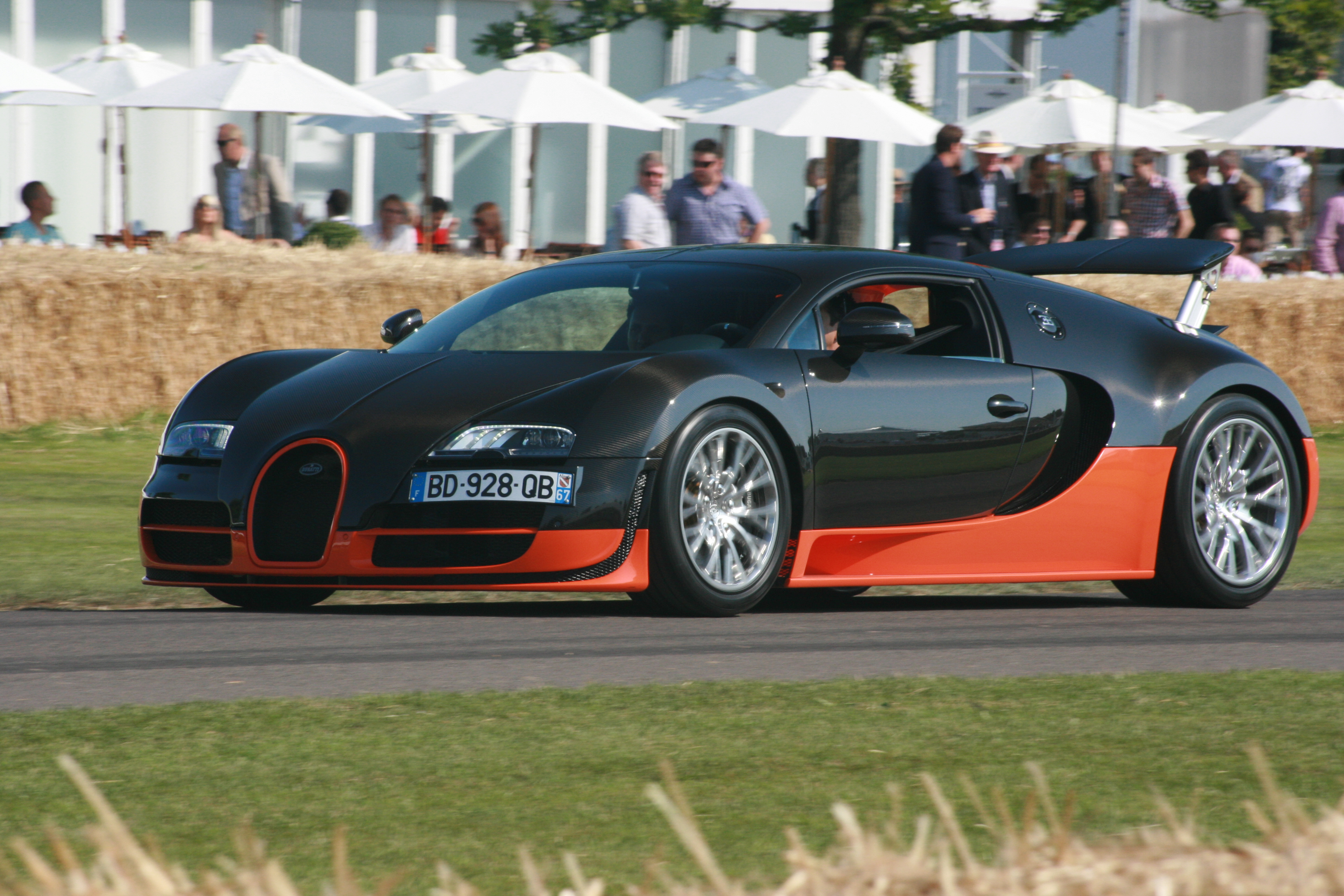
Una Bugatti Veyron 16.4 Super Sport World Record Edition - è stata l'auto di serie più veloce del mondo (431 km/h)

Il confronto tra la velocità massima dichiarata, specialmente nel caso di autovetture storiche, è difficile a causa del fatto che non esiste un metodo standardizzato per determinare la velocità massima e nemmeno esiste una autorità centrale adibita alla verifica delle prestazioni. Il 26 giugno 2010, la Bugatti Veyron Super Sport, pilotata da Pierre-Henri Raphanel, sul circuito di Ehra-Lessien ha raggiunto una velocità di 431,072 km/h diventando così l'auto di serie più veloce del mondo. 

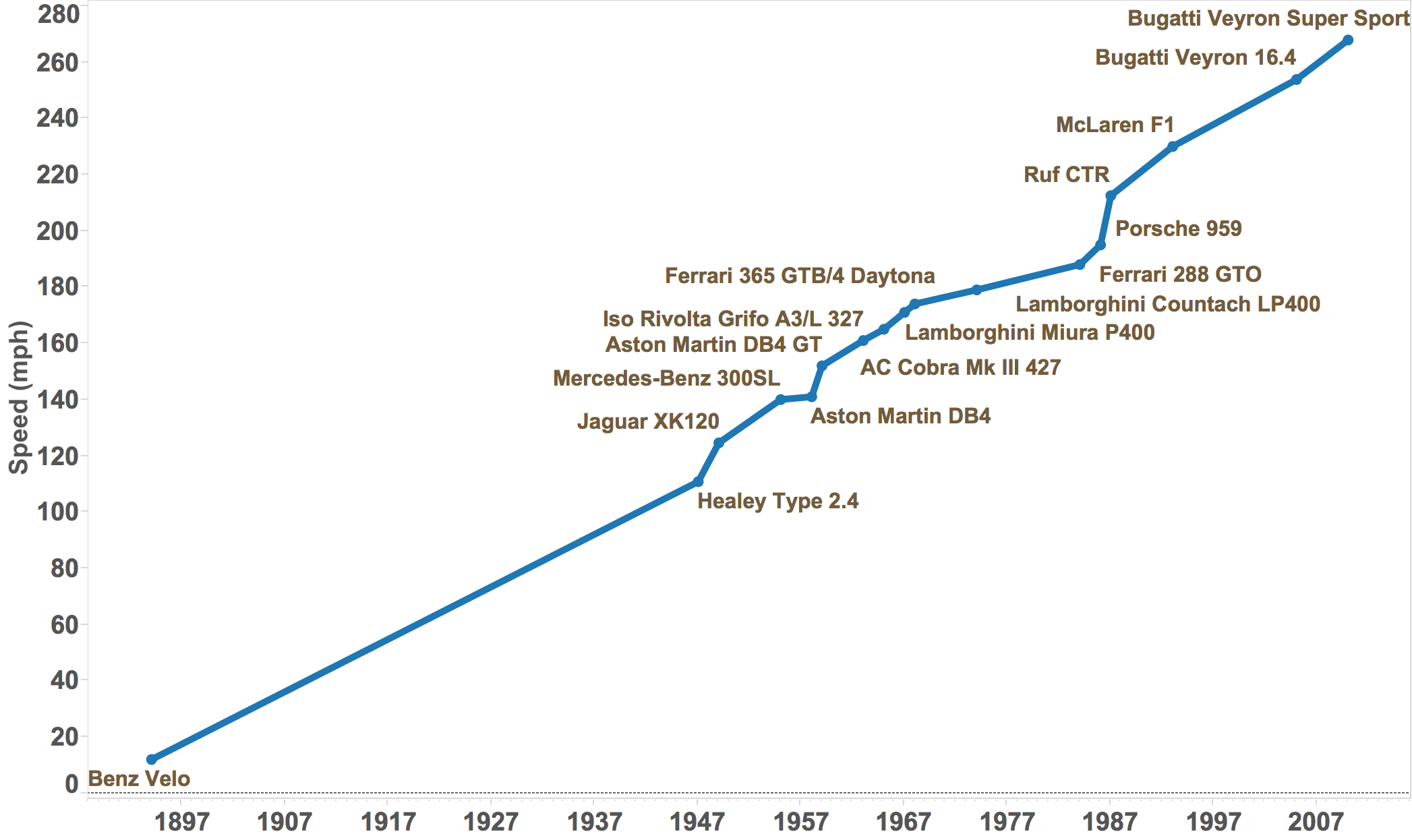
Evoluzione della velocità massima (mph) per anno

Il record è stato certificato dal Guinness dei primati. 
Il 14 febbraio 2014, sulla pista di atterraggio dello Shuttle di 3,22 miglia del Kennedy Space Center in Florida, il team Hennessey con la Hennessey Venom GT ha raggiunto e registrato una velocità massima di 270,49 mph (435,31 km/h). Essendosi svolta la corsa in una sola direzione e poiché non è una macchina di produzione di serie, ma registrata come una Lotus Exige modificata, non si è qualificata come auto di serie più veloce nel Guinness dei primati.

## Record
Questa elenco è limitato alle sole automobili di serie entrate in produzione dopo la Seconda guerra mondiale con l'eccezione della Benz Velo considerata la prima auto di serie.
Sono inoltre inclusi i soli veicoli prodotti in un numero di esemplari superiore alle 20 unità.
Inoltre, per i veicoli prodotti a partire dagli anni 90, la velocità deve essere misurata in un test indipendente su un percorso da percorrere in entrambe le direzioni di marcia. La media della velocità massima raggiunta per ogni direzione determina la velocità massima sotto riportata.
| Data             | Auto                       | Velocità | Velocità | Note |
| Data             | Auto                       | km/h     | mph      | Note |
| ---------------- | -------------------------- | -------- | -------- | --- |
| 1894             | Benz Velo                  | 19       | 12       | Prima auto di produzione                                                                                |
| 1967             | Lamborghini Miura          | 275      | 171      | Testata da The Motor                                                                                    |
| 1968             | Ferrari 365 Daytona        | 280      | 174      | Testata da Autocar.                                                                                     |
| 1984             | Ferrari 288 GTO            | 303      | 188      | Testata da Auto, Motor und Sport nel 1985.                                                              |
| 1986             | Porsche 959                | 317      | 195      | |
| 1987             | Ferrari F40                | 326      | 202      | |
| 1991             | Bugatti EB 110             | 336      | 209      | Testata da Auto, Motor und Sport.                                                                       |
| 1992             | Jaguar XJ220               | 343      | 213      | [ 14 ]                                                                                                  |
| 1993             | McLaren F1                 | 371,8    | 231      | Sul circuito di Nardò guidata da Jonathan Palmer. Con il limitatore disabilitato raggiunse i 391,4 km/h |
| 28 febbraio 2005 | Koenigsegg CCR             | 387,37   | 240,7    | Sul circuito di Nardò e verificata dal Guinness World Records.                                          |
| 19 aprile 2005   | Bugatti Veyron             | 408,47   | 253,81   | [ 17 ]                                                                                                  |
| 9 ottobre 2007   | SSC Ultimate Aero TT       | 412      | 256,14   | Verificato dal Guinness World Records officials.                                                        |
| 4 luglio 2010    | Bugatti Veyron Super Sport | 431      | 267,81   | [ 20 ] [ 2 ]                                                                                            |
| 4 novembre 2017  | Koenigsegg Agera RS        | 447,19   | 277,87   | [ 21 ] [ 22 ]                                                                                           |